# Thailand Open 1999
Die Thailand Open 1999 im Badminton fanden vom 5. bis zum 11. Juli 1999 in Bangkok statt. Das Preisgeld betrug 80.000 US-Dollar. Das Turnier hatte damit einen Drei-Sterne-Status im World Badminton Grand Prix.

## Austragungsort
- National Gymnasium, Bangkok

## Sieger und Platzierte
| Disziplin    | Gold                 | Silber                       | Bronze                                  |
| ------------ | -------------------- | ---------------------------- | --------------------------------------- |
| Herreneinzel | Chen Gang            | Ji Xinpeng                   | Chen Hong                               |
| Herreneinzel | Chen Gang            | Ji Xinpeng                   | Rashid Sidek                            |
| Dameneinzel  | Dai Yun              | Gong Ruina                   | Zhou Mi                                 |
| Dameneinzel  | Dai Yun              | Gong Ruina                   | Lee Kyung-won                           |
| Herrendoppel | Chen Qiqiu Yu Jinhao | Jim Laugesen Michael Søgaard | Hadi Saputra Endra Mulyana Mulyajaya    |
| Herrendoppel | Chen Qiqiu Yu Jinhao | Jim Laugesen Michael Søgaard | Tesana Panvisavas Pramote Teerawiwatana |
| Damendoppel  | Gao Ling Qin Yiyuan  | Emma Ermawati Vita Marissa   | Huang Sui Lu Ying                       |
| Damendoppel  | Gao Ling Qin Yiyuan  | Emma Ermawati Vita Marissa   | Deyana Lomban Eliza Nathanael           |
| Mixed        | Liu Yong Ge Fei      | Michael Søgaard Rikke Olsen  | Wahyu Agung Emma Ermawati               |
| Mixed        | Liu Yong Ge Fei      | Michael Søgaard Rikke Olsen  | Zhang Jun Gao Ling                      |

## Finalergebnisse
| Disziplin    | Sieger               | Finalist                     | Ergebnis     |
| ------------ | -------------------- | ---------------------------- | ------------ |
| Herreneinzel | Chen Gang            | Ji Xinpeng                   | 15-12, 15-6  |
| Dameneinzel  | Dai Yun              | Gong Ruina                   | 11-6, 11-5   |
| Herrendoppel | Yu Jinhao Chen Qiqiu | Michael Søgaard Jim Laugesen | 15-11, 15-13 |
| Damendoppel  | Qin Yiyuan Gao Ling  | Emma Ermawati Vita Marissa   | 15-8, 15-2   |
| Mixed        | Liu Yong Ge Fei      | Michael Søgaard Rikke Olsen  | 15-12, 15-6  |

## Halbfinalresultate
| Disziplin    | Sieger                       | Gegner                                  | Ergebnis           |
| ------------ | ---------------------------- | --------------------------------------- | ------------------ |
| Herreneinzel | Chen Gang                    | Chen Hong                               | 15-3, 9-15, 15-12  |
|              | Ji Xinpeng                   | Rashid Sidek                            | 15-7, 15-6         |
| Dameneinzel  | Dai Yun                      | Zhou Mi                                 | 11-4, 11-6         |
|              | Gong Ruina                   | Lee Kyung-won                           | 11-6, 11-4         |
| Herrendoppel | Chen Qiqiu Yu Jinhao         | Hadi Saputra Endra Mulyana Mulyajaya    | 15-8, 15-6         |
|              | Michael Søgaard Jim Laugesen | Pramote Teerawiwatana Tesana Panvisavas | 15-13, 15-7        |
| Damendoppel  | Qin Yiyuan Gao Ling          | Deyana Lomban Nathanael                 | 15-8, 15-4         |
|              | Emma Ermawati Vita Marissa   | Lu Ying Huang Sui                       | 15-12, 15-6        |
| Mixed        | Michael Søgaard Rikke Olsen  | Wahyu Agung Emma Ermawati               | 15-2, 15-9         |
|              | Liu Yong Ge Fei              | Zhang Jun Gao Ling                      | 13-15, 17-16, 15-7 |

## Viertelfinalresultate
| Disziplin    | Sieger                                  | Gegner                                         | Ergebnis            |
| ------------ | --------------------------------------- | ---------------------------------------------- | ------------------- |
| Herreneinzel | Chen Gang                               | Chen Wei                                       | 15-9, 15-11         |
|              | Chen Hong                               | Xia Xuanze                                     | 15-9, 15-10         |
|              | Ji Xinpeng                              | Sun Jun                                        | 17-15, 15-7         |
|              | Rashid Sidek                            | Dong Jiong                                     | 15-10, 6-15, 15-7   |
| Dameneinzel  | Dai Yun                                 | Sujitra Ekmongkolpaisarn                       | 11-2, 11-7          |
|              | Zhou Mi                                 | Aparna Popat                                   | 11-1, 11-1          |
|              | Gong Ruina                              | Huang Chia-chi                                 | 11-7, 11-1          |
|              | Lee Kyung-won                           | Zhang Ning                                     | 5-11, 11-9, 11-4    |
| Herrendoppel | Chen Qiqiu Yu Jinhao                    | Victo Wibowo Lee Wei-jen                       | 15-12, 6-15, 15-9   |
|              | Hadi Saputra Endra Mulyana Mulyajaya    | Yuzo Kubota Takuya Takehana                    | 15-11, 15-9         |
|              | Michael Søgaard Jim Laugesen            | Rosman Razak Chew Choon Eng                    | 15-6, 5-15, 15-4    |
|              | Pramote Teerawiwatana Tesana Panvisavas | Zhang Jun Zhang Wei                            | 7-15, 15-8, 15-7    |
| Damendoppel  | Qin Yiyuan Gao Ling                     | Chen Li-chin Tsai Hui-min                      | 15-13, 15-2         |
|              | Deyana Lomban Nathanael                 | Yao Jie Zhou Mi                                | 13-15, 15-10, 15-5  |
|              | Emma Ermawati Vita Marissa              | Sujitra Ekmongkolpaisarn Saralee Thungthongkam | 15-12, 15-8         |
|              | Lu Ying Huang Sui                       | Helene Kirkegaard Rikke Olsen                  | 11-15, 15-4, 15-3   |
| Mixed        | Michael Søgaard Rikke Olsen             | Wang Wei Lu Ying                               | 15-11, 15-7         |
|              | Wahyu Agung Emma Ermawati               | Chen Qiqiu Huang Sui                           | 10-15, 15-11, 15-13 |
|              | Liu Yong Ge Fei                         | Khunakorn Sudhisodhi Saralee Thungthongkam     | 15-9, 17-14         |
|              | Zhang Jun Gao Ling                      | Janek Roos Helene Kirkegaard                   | 15-12, 15-7         |

## Referenzen
- Grand Prix Tournament – 1999 Thailand Open (Memento vom 14. Dezember 2006 im Internet Archive)